# Jorge Sampaoli
Jorge Luis Sampaoli Moya (Casilda, 13 de março de 1960) é um treinador e ex-futebolista argentino que atuava como lateral-direito. Atualmente está sem clube.
Iniciou a sua carreira como jogador e, após uma grave lesão, decidiu ser técnico. Começou treinando o Coronel Bolognesi, do Peru, em 2004, e continuou com breves mas bem-sucedidos trabalhos no O'Higgins, do Chile, e no Emelec, do Equador.
Conquistou três títulos do Campeonato Chileno e a Copa Sul-Americana com a Universidad de Chile. Estas conquistas o levaram a assumir a Seleção Chilena em 2012, substituindo Claudio Borghi. Depois de derrotar a Seleção Argentina na final da Copa América de 2015, levou a Seleção ao seu primeiro título. É bastante conhecido por seu estilo de jogo ofensivo semelhante ao de Marcelo Bielsa, de acordo com a imprensa e os fãs.
Em 28 de junho de 2016, Sampaoli assinou um contrato de dois anos com o Sevilla.
Depois de passar apenas um ano na Espanha e levar o Sevilla ao quarto lugar no Campeonato Espanhol, com  uma vaga na Liga dos Campeões, Sampaoli deixou o clube para treinar a Seleção Argentina.

## Carreira como jogador
Iniciou sua carreira nas categorias de base do Newell's Old Boys. Como jogador, passou a maior parte de sua trajetória jogando em equipes amadoras da Liga Casildense da Argentina, mas uma lesão de tíbia e fíbula o forçou a deixar os campos com 19 anos.

## Carreira como treinador
No banco de reservas, Sampaoli iniciou sua trajetória dirigindo as categorias de base do Alumni de Casilda no ano de 1992. Em 1994, o argentino fez sua estreia no time principal do Alazán. Sua carreira como treinador não foi fácil, mas sempre mostrou compromisso com seus objetivos, como em 1996, quando dirigia o Club Atlético Belgrano de Arequito, da Liga Casildense, da qual foi campeão desse mesmo ano. Foi quando ele foi proibido de entrar na partida, então ele subiu numa árvore para continuar o jogo e gritou as instruções. Uma foto da cena saiu no jornal La Capital de Rosário, e chamou a atenção de Eduardo José López, então presidente do Newell's Old Boys, que ofereceu o cargo de treinador no Argentino (administrado pela entidade rosarina).
Após outras experiências na Liga Casildense, resultando no bicampeonato quando dirigia o Aprendices Casildenses, nos anos de 1999 e 2000, Sampaoli retornou ao Argentino, na Primera B Metropolitana, comandando o Salaíto no ano de 2000. Logo, em 2002, foi para o Juan Aurich, do Peru, seu primeiro clube como treinador de primeira divisão. Sampaoli dirigiu o time em oito partidas e ganhou apenas uma; assim, ele saiu em meados de maio do mesmo ano.
Em meados do mesmo ano foi contratado pelo Sport Boys, onde permaneceu até o Campeonato Descentralizado de 2003, que não terminou por greve dos jogadores no Peru. No ano seguinte acertou com o Coronel Bolognesi, deixou o clube em 2005, mas retornou em junho de 2006 para a disputa do Torneio Clausura e da Copa Sul-Americana.
Em 2007, dirigiu o Sporting Cristal.
No final de 2007 acertou com o O'Higgins para o lugar de Jorge Garcés. Em sua primeira temporada ficou em terceiro lugar na tabela geral do Torneio Apertura de 2008, onde mais tarde foi eliminado nos playoffs pela Universidad de Chile. Em agosto de 2009 deixou o O'Higgins por causa dos maus resultados.
Mais tarde, em 2010, Sampaoli foi contratado pelo Emelec, com o qual participou da Copa Libertadores da América, passando pela primeira fase e ficando na fase de grupos. Com este mesmo clube, ficou em primeiro lugar geral do Campeonato Equatoriano, alcançando o objetivo que era se classificar para a Copa Sul-Americana e a Libertadores.
Em junho de 2010, o Emelec foi eleito pela IFFHS a melhor equipe do mundo no mês. Nesse mesmo ano foi vice-campeão do Campeonato Equatoriano.

### Universidad de Chile
Em 15 de dezembro de 2010, foi anunciado como treinador da Universidad de Chile.
Em 12 de junho de 2011, conseguiu seu primeiro título profissional como treinador da Universidad, com uma vitória de 4 a 1 sobre a Universidad Católica e conquistando o Apertura de 2011.
No dia 14 de dezembro, a Universidad de Chile foi pela primeira vez campeã de uma competição internacional, conquistando a Copa Sul-Americana. Já no dia 29 de dezembro, o clube foi campeão do Clausura ganhando por 3 a 0 do Cobreloa, tornando-se assim bicampeão do Campeonato Chileno.
Em 2012, chegou na semifinal da Copa Libertadores da América perdendo para o Boca Juniors por 2 a 0 na Bombonera e empatando por 0 a 0 no Estádio Nacional de Chile.
Após a Libertadores, Sampaoli despertou o interesse de grandes clubes do Brasil, como Cruzeiro e Flamengo.
Sagrou-se tricampeão do Campeonato Chileno ao conquistar o Apertura de 2012, batendo nos pênaltis o seu ex-clube, o O'Higgins.
Após a conquista do Apertura de 2012, Sampaoli se reuniu com José Yuraszeck, presidente da Universidad de Chile, e acertou sua permanência na equipe, iniciando, inclusive, o planejamento para o Clausura de 2012.

### Seleção Chilena
Em 3 de dezembro de 2012, Sampaoli deixou a Universidad de Chile para assumir a Seleção Chilena. Quando o treinador chegou à Seleção, o Chile estava ameaçado de não se classificar para a Copa do Mundo FIFA de 2014, realizada no Brasil. Com Sampaoli, os chilenos conseguiram melhorar nas Eliminatórias e se classificaram para o Mundial. Na Copa, o Chile estreou vencendo a Austrália por 3 a 1. Depois, derrotou a Espanha, que era a atual campeã mundial, por 2 a 0. Já classificado, o time perdeu o último jogo da primeira fase para os Países Baixos, por 2 a 0. Nas oitavas-de-final, o Chile enfrentou o Brasil no Mineirão. Numa partida dramática, os chilenos estiveram bem perto de eliminar os mandantes; já na prorrogação, com o jogo empatado em 1 a 1, o Chile teve uma chance clara de gol com Mauricio Pinilla no último lance, mas a finalização parou no travessão. Os brasileiros acabaram vencendo por 3 a 2 nos pênaltis, mas a participação do Chile no torneio foi considerada positiva.
Com a boa participação do Chile no Mundial, Sampaoli seguiu na Seleção. No ano seguinte, o treinador conquistou a Copa América de 2015, o primeiro grande título da Seleção Chilena. Jogando em casa, o Chile derrotou na final a favorita Argentina, de Lionel Messi, nos pênaltis.
Em dezembro de 2015, o Presidente interino da Federação Chilena de Futebol revelou que Sampaoli recebia um salário de 200 milhões de pesos, o que revoltou os principais clubes do país, que não concordaram com esse valor. Sampaoli ficou muito decepcionado por ter tido seu salário divulgado. Além disso, o Presidente da Federação Chilena, Sergio Jadue, foi acusado de corrupção. Como ele e Sampaoli mantinham boa relação, isso desgastou a imagem do treinador no Chile. A nova direção da Federação Chilena também questionou valores que foram pagos a Sampaoli. Devido a todos esses fatores, a situação de Sampaoli no Chile se complicou e, em 19 de janeiro de 2016, o treinador deixou a seleção.
No total, Jorge Sampaoli comandou o Chile em 44 partidas, com 27 vitórias, nove empates e oito derrotas; 89 gols marcados e 44 sofridos.

### Sevilla
Em junho de 2016, Jorge Sampaoli assinou contrato de dois anos com o Sevilla, da Espanha. No clube espanhol, o treinador começou muito bem, ajudando a equipe a se classificar para a Liga dos Campeões da UEFA e a brigar pelo título da La Liga. Em 2017, começaram a surgir boatos de que o técnico deixaria o clube para assumir a Seleção Argentina. No dia 19 de maio, numa entrevista coletiva que precedeu o confronto com o Osasuña, pelo Campeonato Espanhol, o comandante confirmou sua saída para a Argentina. Esse mesmo jogo contra o Osasuña acabou sendo a última partida de Sampaoli como técnico do Sevilla. Quando o treinador deixou o clube, a equipe ocupava a quarta posição do Campeonato Espanhol.

### Seleção Argentina
No dia 1 de junho de 2017, Sampaoli foi apresentado como técnico da Argentina. O treinador fechou contrato até 2022.
Quando o técnico assumiu, era grande a expectativa de sua passagem pela seleção argentina. A estreia de Sampaoli pela Argentina aconteceu em 9 de junho de 2017, em amistoso contra o Brasil na Austrália. A Argentina venceu por 1 a 0, provocando a primeira derrota do Brasil com o técnico Tite.
Mas, nas Eliminatórias para a Copa do Mundo de 2018, a Argentina não exibiu bom futebol, obteve seguidos resultados negativos e esteve ameaçada de não ir ao Mundial. O time só se classificou na última rodada, com uma vitória por 3 a 1 sobre o Equador fora de casa. Sampaoli passou a ser extremamente contestado na Argentina.
Na Copa do Mundo FIFA de 2018, disputada na Rússia, a Argentina continuou mal. O time só empatou em 1 a 1 na estreia contra a Islândia. Depois, foi atropelado pela Croácia, perdendo por 3 a 0. No último jogo, o time venceu com dificuldade a Nigéria por 2 a 1, conseguindo a classificação para a próxima fase. Nas oitavas-de-final, a Argentina ainda fez uma grande partida contra a França, mas perdeu por 4 a 3, sendo eliminada. Durante a Copa, além do futebol ruim e irregular da Argentina, Sampaoli perdeu o comando do grupo e a imprensa divulgou que os próprios jogadores passaram a escalar a equipe. Sampaoli foi muito criticado na Argentina por não definir um esquema tático, sempre mudar o time titular e por escalar jogadores fora de suas posições. Apesar de tudo, após a eliminação na Copa, o treinador descartou pedir demissão e a Associação de Futebol Argentina considerou muito cara a multa rescisória, prevista em contrato, para demitir o treinador. Isso levantou a possibilidade de Sampaoli continuar na Seleção.
No dia 15 de julho de 2018, a Associação de Futebol Argentina confirmou a rescisão de contrato com Sampaoli. O treinador comandou a Argentina por 15 jogos, com sete vitórias, quatro empates e quatro derrotas.

### Santos
Foi anunciado como novo técnico do Santos no dia 17 de dezembro de 2018, assinando contrato por duas temporadas.
No Peixe, Sampaoli ganhou rapidamente o carinho da torcida após formar um time ofensivo mesmo com poucas peças no elenco. Porém, mesmo com resultados muito bons e que surpreenderam a todos, a equipe não teve bom desempenho nas competições em que disputou. Foi à semifinal do Campeonato Paulista, porém foi eliminado pelo Corinthians nos pênaltis, em um jogo que a equipe santista dominou a partida. Já pela Copa Sul-Americana, o técnico argentino escalou o time reserva para o jogo de ida contra o River Plate-URU, e após um empate no Uruguai, o Santos empatou em 1 a 1 no jogo de volta, sendo eliminado precocemente da competição, ainda na primeira fase. Na Copa do Brasil, o time de Sampaoli não conseguiu passar pelo Atlético Mineiro e foi eliminado nas oitavas de final. A única exceção do ano foi o bom desempenho no Brasileirão. O Santos em 38 jogos obteve 22 vitórias e somou 74 pontos, sendo essa a maior pontuação do clube na era dos pontos corridos com 20 times (desde 2006). Após vencer na Vila Belmiro o Flamengo de Jorge Jesus, então campeão brasileiro e da Libertadores, o alvinegro superou o Palmeiras e terminou como vice no Campeonato Brasileiro.
Apesar dos consideráveis resultados em campo, o técnico argentino teve um grande desgaste na relação com o então presidente José Carlos Peres. Segundo Sampaoli, esse desgaste foi motivado pela falta de contratação de jogadores, mesmo com o clube desembolsando R$80 milhões para investir no elenco (um dos maiores investimentos do clube), além da falta de contato de Peres com Sampaoli.
Em 9 de dezembro de 2019, o treinador pediu a sua demissão do Santos, não chegando a cumprir um ano dos dois de contrato após um tensa reunião de quatro horas.
Posteriormente Sampaoli cobrou do clube na justiça o pagamento de quatro meses de FGTS atrasado. O argentino alegou também que não pediu demissão, como diz a versão do clube na nota oficial, e sim que o Santos o demitiu, o que obrigaria o clube a pagar a multa para o treinador.

### Atlético Mineiro
Foi anunciado como treinador do Atlético Mineiro no dia 1 de março de 2020, em acordo válido até o fim de 2021. Ele assumiu o cargo tendo apenas o Campeonato Mineiro e o Campeonato Brasileiro em disputa na temporada, após a equipe ter sofrido eliminações nas fases iniciais da Copa Sul-Americana e da Copa do Brasil sob o comando de seu antecessor, Rafael Dudamel. A sua estreia aconteceu em 14 de março, numa vitória por 3 a 1 sobre o Villa Nova, pelo Campeonato Mineiro.
Ao longo de 2020, Sampaoli participou de uma reformulação do grupo de jogadores do Atlético, indicando ou aprovando as contratações de onze atletas para o time profissional, além das saídas de outros dezoito, entre dispensas e empréstimos.
Em 5 de agosto, a equipe assegurou sua classificação para a final estadual, vencendo o América na semifinal por 5 a 1 no placar agregado. Na partida inaugural do Campeonato Brasileiro, em 9 de agosto, venceu o Flamengo por 1 a 0 no Maracanã. Em 30 de agosto, conquistou o 45º título do Campeonato Mineiro da história do Atlético, vencendo o Tombense por 3 a 1 no placar agregado da final.
O Atlético teve um início de alto rendimento no Campeonato Brasileiro, alcançando um aproveitamento de 70% nas dez primeiras partidas e assumindo a liderança na 11ª rodada, após uma vitória por 4 a 3 sobre o Atlético Goianiense, fora de casa, em 19 de setembro. Manteve-se como líder por seis rodadas consecutivas, até 19 de outubro, quando foi derrotado por 3 a 1 ao visitar o Bahia. O topo da tabela foi retomado na 21ª rodada, após vencer o Corinthians por 2 a 1, fora, em 14 de novembro. Ocupou a liderança pela última vez na rodada 23, sendo ultrapassado pelo São Paulo após ter dois empates consecutivos em 2 a 2, contra Ceará, fora, e Internacional, no Mineirão. Em 14 de fevereiro, a equipe deixou a disputa pelo título após empatar em 1 a 1 com o Bahia, em jogo da 36ª rodada. Uma semana depois, assegurou a vaga na fase de grupos da Copa Libertadores de 2021, vencendo o Sport por 3 a 2, no estádio do adversário.
Sob o comando de Sampaoli, o Atlético se manteve entre os cinco primeiros colocados do Brasileirão em 37 das 38 rodadas, liderando em sete oportunidades. Foi o melhor mandante, com aproveitamento de 80,7%, e o nono melhor visitante, com 38,6%. Teve ainda o segundo melhor ataque, com 64 gols, e a nona defesa menos vazada, com 45 gols sofridos.
Sampaoli recebeu 15 advertências por reclamação ao longo da temporada de 2020, cumprindo suspensão em quatro ocasiões. Em seu último jogo à beira do campo, a vitória por 3 a 2 sobre o Sport, foi expulso após chamar o árbitro da partida de "ladrão de merda" ao protestar a marcação de um pênalti a favor do adversário.
Em 22 de fevereiro de 2021, Sampaoli publicou uma carta comunicando a sua saída do Atlético.

### Olympique de Marseille
Em 26 de fevereiro de 2021, Sampaoli foi anunciado pelo Olympique de Marseille, em acordo válido até junho de 2023.
No dia 1 de Julho de 2022, Sampaoli deixou o clube devido sua insatisfação com a atuação do Olympique na janela de transferências.

### Retorno ao Sevilla
Em 6 de outubro de 2022, Jorge Sampaoli acertou seu retorno ao Sevilla, com contrato firmado até junho de 2024.
Sampaoli foi demitido do cargo em 21 de março de 2023, após dirigir o time em 30 jogos, sendo 12 vitórias, seis empates e 12 derrotas, resultando em um aproveitamento de 40%. O Sevilla emitiu o seguinte comunicado:
| “ | O Sevilla FC rescindiu o contrato com o seu treinador, Jorge Sampaoli, após a derrota da equipe em Getafe, que voltou a colocar o clube à beira da zona de rebaixamento. O fato de a equipe não ter conseguido sair das posições mais baixas da tabela desde a sua incorporação como treinador, e a imagem oferecida nas últimas partidas, levaram o clube a tomar esta decisão em busca de uma reação do time nas últimas 12 rodadas que faltam para terminar a Liga. O Sevilla FC agradece a Sampaoli pelos serviços prestados e deseja-lhe boa sorte em seu futuro. Estamos trabalhando nas últimas horas para contratar um novo treinador, e a intenção é que ele conduza o treino marcado para esta tarde. | ” |

### Flamengo
Em 14 de abril de 2023, Sampaoli foi anunciado pelo Flamengo, em acordo válido até dezembro de 2024.
A estreia de Jorge Sampaoli como treinador do Flamengo ocorreu na Copa Libertadores da América de 2023, na segunda rodada da fase de grupos, contra a equipe chilena Ñublense. O Flamengo venceu por 2-0 no Maracanã. Nas rodadas seguintes da Libertadores, o desempenho da equipe foi instável, levando-a a se classificar em segundo lugar no grupo. Nas oitavas de final, o Flamengo enfrentou o Olimpia do Paraguai, sendo considerado amplamente favorito. Porém, a equipe carioca não correspondeu às expectativas e foi eliminada após uma derrota por 3-1 no Paraguai.
A gestão de Jorge Sampaoli no Flamengo foi marcada por controvérsias. Arturo Vidal deixou o clube, e em 17 de julho de 2023, declarou estar feliz por estar distante de Sampaoli, chamando-o de perdedor. Em 29 de julho de 2023, o jogador Pedro foi agredido com um soco no rosto pelo preparador físico de Jorge Sampaoli, Pablo Fernández, após uma vitória do Flamengo sobre o Atlético Mineiro. Isso ocorreu após relatos de que o jogador Pedro teria se recusado a aquecer, provocando a ira do preparador físico. Posteriormente, outra briga envolveu o ambiente do Flamengo sob o comando de Sampaoli, quando o jogador Gerson agrediu o jogador Guillermo Varela durante um treino, aumentando a instabilidade do clube.
Apesar dessas controvérsias, o Flamengo de Sampaoli conseguiu se classificar para a final da Copa do Brasil, eliminando o rival Fluminense, o Athletico Paranaense e o Grêmio. Na final, enfrentou o São Paulo. No entanto, no primeiro jogo da final, o Flamengo foi derrotado por 1-0 no Maracanã, e Jorge Sampaoli novamente causou polêmica ao deixar o campo no primeiro tempo antes do término da partida. Após o jogo, Gabriel Barbosa entrou na sala de entrevista coletiva do São Paulo, mandando "beijinhos" para Dorival Júnior, ex-treinador do Flamengo, demonstrando saudades do antigo técnico e deixando clara sua insatisfação com Jorge Sampaoli. No jogo de volta, o Flamengo ficou com o vice-campeonato após um empate de 1-1 no Morumbi. No vestiário após a partida, Sampaoli pediu a palavra e desabafou com a equipe: "Vocês não souberam me aproveitar e eu não soube aproveitá-los". A tristeza pelo resultado tomou conta do ambiente, com integrantes da comissão técnica lamentando e pedindo perdão por não terem levado o Flamengo a títulos.
Após perder o título da Copa do Brasil, a diretoria do Flamengo se reuniu para decidir demitir o treinador e também discutir de qual forma será paga a multa rescisória.Em 28 de setembro, a demissão foi confirmada.

### Rennes
No dia 11 de novembro de 2024, Sampaoli retornou a Ligue 1 parar treinar o Rennes, com contrato válido até 2026. Após 10 jogos e apenas 3 vitórias, Sampaoli deixou o clube francês em 30 de janeiro de 2025.

## Estatísticas
Atualizadas até 28 de setembro de 2023
| Clube                  | Jogos | Vitórias | Empates | Derrotas | Gols pró | Gols contra | Aproveitamento |
| ---------------------- | ----- | -------- | ------- | -------- | -------- | ----------- | -------------- |
| Argentino de Rosário   | 36    | 13       | 14      | 9        | 43       | 41          | 49.07%         |
| Juan Aurich            | 8     | 1        | 2       | 5        | 9        | 14          | 20.83%         |
| Sport Boys             | 62    | 24       | 18      | 20       | 96       | 78          | 48.39%         |
| Coronel Bolognesi      | 123   | 51       | 29      | 43       | 183      | 159         | 49.32%         |
| Sporting Cristal       | 18    | 5        | 6       | 7        | 21       | 29          | 38.89%         |
| O'Higgins              | 64    | 26       | 16      | 22       | 107      | 103         | 48.96%         |
| Emelec                 | 58    | 31       | 14      | 13       | 80       | 49          | 61.49%         |
| Universidad de Chile   | 135   | 80       | 35      | 20       | 268      | 132         | 67.9%          |
| Seleção Chilena        | 44    | 27       | 9       | 8        | 89       | 44          | 68.18%         |
| Sevilla                | 74    | 40       | 18      | 26       | 140      | 103         | 62.16%         |
| Seleção Argentina      | 15    | 7        | 4       | 4        | 27       | 21          | 55.56%         |
| Santos                 | 65    | 35       | 15      | 15       | 102      | 55          | 61.54%         |
| Atlético Mineiro       | 45    | 26       | 9       | 10       | 80       | 49          | 64.44%         |
| Olympique de Marseille | 67    | 36       | 17      | 14       | 113      | 73          | 62.19%         |
| Flamengo               | 39    | 20       | 11      | 8        | 63       | 41          | 60.7%          |
| Rennes                 | 10    | 3        | 0       | 7        | 17       | 14          | 30%            |

## Títulos

### Como treinador
Universidad de Chile
- Copa Sul-Americana: 2011
- Campeonato Chileno: 2011 (Apertura), 2011 (Clausura) e 2012 (Apertura)
- Copa Chile: 2012–13

Seleção Chilena
- Copa América: 2015

Atlético Mineiro
- Campeonato Mineiro: 2020

### Prêmios individuais
- Melhor Treinador do Campeonato Chileno: 2011[73][74]
- Melhor Treinador da Copa América: 2015[75]
- Treinador Sul-Americano do Ano: 2015
- Treinador de Seleções do Ano (IFFHS): 2015[76]
- Treinador do Mês da La Liga: outubro de 2016[77]